# Superman – The Movie
Superman – The Movie (engelska: Superman) är en brittisk-amerikansk science fiction-actionfilm i regi av Richard Donner. I titelrollen ses Christopher Reeve och i övriga huvudroller Marlon Brando, Gene Hackman och Margot Kidder. Filmen hade biopremiär i USA den 15 december 1978.

## Handling
Utomjordingen Kal-El (Christopher Reeve) sänds till jorden som spädbarn. Han växer upp hos ett barnlöst par i USA där han får namnet Clark Kent. Han har krafter som gör honom till en superhjälte – Stålmannen. För att kunna vara anonym har han dubbla identiteter, dels som den glasögonförsedde journalisten Clark Kent och dels den trikåklädde superhjälten Stålmannen. Med honom till jorden följde dock några hämndlystna brottslingar som fadern, Jor-El (Marlon Brando), dömt.

## Rollista i urval
- Marlon Brando – Jor-El
- Gene Hackman – Lex Luthor
- Christopher Reeve – Kal-El / Clark Kent / Stålmannen
- Ned Beatty – Otis
- Jackie Cooper – Perry White
- Glenn Ford – Jonathan Kent
- Trevor Howard – 1st Elder
- Margot Kidder – Lois Lane
- Jack O'Halloran - Non
- Valerie Perrine - Eve Teschmacher
- Maria Schell - Vond-Ah
- Terence Stamp – General Zod
- Phyllis Thaxter - Martha Kent
- Susannah York - Lara
- Marc McClure - Jimmy Olsen
- Sarah Douglas - Ursa
- Harry Andrews – 2nd Elder
- William Russell - 8th Elder
- Larry Hagman – Major US Navy

## Om filmen
Filmen hade Sverigepremiär den 19 februari 1979 i 70 millimeters kopia på biografen Rigoletto i Stockholm. Filmen blev i Sverige tillåten från elva år efter att Statens biografbyrå gjort sex klipp om sammanlagt en minut och trettionio sekunder.
År 2000 släpptes en restaurerad version på 151 minuter.

### Fotnoter
1. ↑  ”Superman” (på engelska). Box Office Mojo. 15 december 1978. http://www.boxofficemojo.com/movies/?id=superman.htm. Läst 9 september 2016.
2. ↑  ”Superman”. Svensk filmdatabas. 19 februari 1979. http://www.sfi.se/sv/svensk-filmdatabas/Item/?type=MOVIE&itemid=8585. Läst 9 september 2016.